# Dyrektywa kąpieliskowa

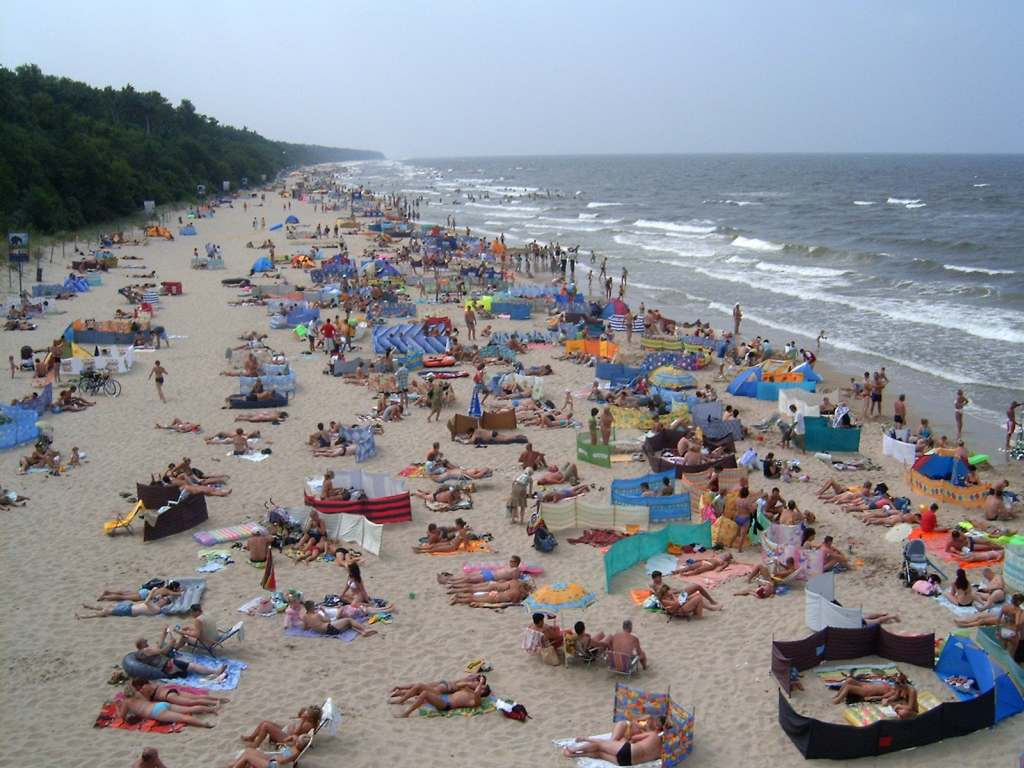
Jedno z kąpielisk objętych dyrektywą kąpieliskową (Pobierowo)

Dyrektywa 2006/7/WE Parlamentu Europejskiego i Rady z dnia 15 lutego 2006 r. dotycząca zarządzania jakością wody w kąpieliskach i uchylająca dyrektywę 76/160/EWG (potocznie dyrektywa kąpieliskowa) – dyrektywa Unii Europejskiej. Celem dyrektywy jest zachowanie, ochrona i poprawa jakości środowiska oraz ochrona zdrowia ludzkiego w zakresie korzystania z kąpielisk.
Dyrektywa jest wiążąca dla wszystkich państw Unii Europejskiej, które muszą wprowadzić jej postanowienia do prawa krajowego.
Dyrektywa zawiera pięć załączników:
- załącznik I – podaje dopuszczalne ilości bakterii Enterococcus i Escherichia coli w wodach badanych kąpielisk
- załącznik II – zawiera ocenę oraz klasyfikację wody w kąpielisku w czterostopniowej skali
- załącznik III – opisuje profil wody w kąpielisku
- załącznik IV –  wyznacza zasady prowadzenia kontroli wody w kąpielisku
- załącznik V – określa zasady postępowania z próbkami do analizy mikrobiologicznej